# Iwan Wasiljew
Iwan Wasiljew (ros. Ива́н Влади́мирович Васи́льев, Ivan Vladymyrovych Vasiliev, ur. 9 stycznia 1989 roku we Władywostoku, w Rosji) – rosyjski tancerz baletowy, występował jako główny tancerz między innymi w Teatrze Bolszoj, American Ballet Theatre oraz w Teatrze Michajłowskim w Petersburgu.

## Życiorys
Urodził się we Władywostoku, uczęszczał do szkół baletowych na Ukrainie i w Białorusi. W 2006 zadebiutował w Teatrze Bolszoj w Don Kichocie. W 2011 odszedł z Bolszoj i dołączył do zespołu Teatru Michajłowskiego w Petersburgu. W sezonie 2012/2013 dołączył do zespołu American Ballet Theatre jako główny tancerz.